# Srednja škola
Srednja škola je trogodišnja, četverogodišnja ili petogodišnja škola koju učenik pohađa nakon završene osmogodišnje osnovne škole.
Srednje se škole dijele na gimnazije, strukovne škole i umjetničke škole. Gimnazije mogu biti opće, jezične, klasične, prirodoslovno-matematičke i prirodoslovne, a obrazovanje u njima traje četiri godine. Strukovne se škole dijele na četverogodišnje (tehničke, gospodarske, poljoprivredne i dr.), trogodišnje (industrijske, obrtničke i dr.) škole i jednu petogodišnju školu (medicinsku). Umjetničke škole obrazuju učenike u području glazbe, plesa, likovne umjetnosti i dizajna, a školovanje u njima traje četiri godine. Osim ovih, postoje i srednje škole MUP-a, vojne škole i vjerske škole.
Nakon dovršetka srednje škole u trajanju od najmanje četiri godine, učenik može nastaviti obrazovanje na visokim učilištima.